# Premià de Dalt
Premià de Dalt è un comune spagnolo di 9 114 abitanti situato nella comunità autonoma della Catalogna.